# Любимівка (Великосолдатський район)
Любимівка (рос. Любимовка) — село в Великосолдатському районі Курської області Російської Федерації.
Населення становить 1351 особу. Входить до складу муніципального утворення Любимівська сільрада.

## Історія
Населений пункт розташований на території українського етнічного та культурного краю Східна Слобожанщина.
Від 2004 року входить до складу муніципального утворення Любимівська сільрада.

## Населення
| 2002 | 2010  |
| ---- | ----- |
| 1375 | ↘1351 |